# Lepthyphantes ultimus
Lepthyphantes ultimus là một loài nhện trong họ Linyphiidae.
Loài này thuộc chi Lepthyphantes. Lepthyphantes ultimus được Andrei V. Tanasevitch miêu tả năm 1989.